# Feleti Sevele
Feleti Vaka'uta Sevele (født 7. juli 1944) er Tongas premierminister siden 30. marts 2006.
Han er landets første ikke-adelige premierminister.